# Germán Riesco Zañartu
Germán Miguel Juan Riesco Zañartu (Santiago, 17 de agosto de 1941 - Ibídem, 9 de noviembre de 2016) fue un empresario agrícola y político chileno.

## Biografía
Hijo de Ignacio Riesco Rivas y Eliana Zañartu Cruzat.  
Realizó sus estudios secundarios en el Colegio San Ignacio; luego de finalizar su etapa escolar, ingresó a la Universidad de California, Estados Unidos, donde obtuvo un título equivalente al de Ingeniero Agrónomo.
Trabajó en su profesión y como empresario agrícola. Fue también consejero de varias Cooperativas Agrícolas como COPROSEF, COOPEÑUBLE y organismos gremiales de la producción como ANPROS.
Fue socio del Club de La Unión, el Club de Golf Los Leones, el Club Aéreo de San Carlos, la Sociedad Nacional de Agricultura (SNA) y de "Amigos del Arte", entidad privada, sin fines de lucro, creada en 1976. También se desempeñó como vicepresidente de la Fundación Presidente Balmaceda.

## Carrera política
Inició sus actividades políticas cuando se integró al Partido Liberal en 1961; participó de la Asamblea de Catemu, localidad de Aconcagua, y fue delegado de esa misma ciudad. Más adelante, se incorporó al Partido Nacional y se presentó en 1969 como candidato a diputado.
Resultó elegido diputado, por la Decimoquinta Agrupación Departamental "San Carlos e Itata", período 1969-1973; integró la Comisión Permanente de Economía, Fomento y Reconstrucción; la de Hacienda; la de Gobierno Interior; y la de Integración Latinoamericana. Fue miembro de la Comisión Especial Investigadora de Estudio de Intervenciones Parlamentarias en Concesión de Créditos del Banco del Estado, 1969 y 1970; Especial Investigadora de Actos de Violencia en Contra de Campesinos y Funcionarios de la Corporación de la Reforma Agraria (CORA) e Instituto de Desarrollo Agropecuario (INDAP), 1969 y 1970; y Comisión Especial Investigadora de Posibles Irregularidades Cometidas por la Ford Company y otras Empresas en la Internación de Mercaderías, 1970. Fue miembro suplente del Comité Parlamentario del Partido Nacional, 1970 y 1971. En 1970 viajó a Alemania Federal y Francia como integrante de una delegación parlamentaria.
En 1973 fue reelecto diputado, por la misma Decimoquinta Agrupación, período 1973-1977; integró la Comisión Permanente de Economía, Fomento y Reconstrucción, la que presidió. El golpe de Estado del 11 de septiembre de 1973, puso término anticipado al período. El Decreto-Ley 27, de 21 de septiembre de ese año, disolvió el Congreso Nacional y declaró cesadas las funciones parlamentarias a contar de la fecha.
Durante la dictadura militar fue subsecretario de Agricultura, desde 1975 hasta 1978; fue Ministro Subrogante de Agricultura, 3 a 5 de febrero de 1977; y 18 a 21 de enero de 1978.
Fue presidente de la Feria Internacional de Santiago (FISA) 1980.
Formó parte de la facción del Partido Nacional que apoyó la opción «No» en el plebiscito de 1988. Fue militante del Partido Alianza de Centro (PAC), del cual fue presidente entre 1989 y 1990. Fue embajador en Gran Bretaña, nombrado el 5 de mayo de 1990, durante la presidencia de Patricio Aylwin Azócar.

## Historial electoral

### Elecciones parlamentarias 1973
- Elecciones Parlamentarias de 1973 para la 15ª  Agrupación Departamental, Itata y San Carlos.[3]